# 古川豪
古川豪（ふるかわごう、1950年3月26日–）は、京都府京都市出身のフォークシンガー。

## 来歴・人物
1969年デビュー。
中川五郎、ひがしのひとし、豊田勇造、三浦久、中山ラビらと親交を深める。1971年写真家大塚努の自主制作によるファーストアルバム『フルッチンのうた』を発表。「このマのあたり」「トカトントン」を含む1973年ザ・ディランIIの永井洋をプロデューサーに迎えたセカンドアルバム『羅針盤で星占いはできない』をURCからリリース。1976年にはサードアルバム『原子力時代の昔語り』をリリース。すでに1970年代にあってアメリカのディープなマウンテン・ミュージックやブリティッシュ、アイリッシュなサウンド作りを手掛けていた。また、当時から、わらべ唄や日本の大衆芸能も視野にいれたフォークを模索していたと言われ、「紅龍とひまわりシスターズ」のちの上々颱風を立ち上げる紅龍や、チンドン通信社の創立メンバー林幸治郎、ジャージ川口、小林信之介、スキップ楽団の水谷裕らとも交流があった。豪がバンジョーで沖縄民謡を歌うのを聞いて「上々颱風」の紅龍はバンジョーを三味線のように使うようになった。
1980年代には、反原発などの主張を取り入れた自主制作作品『原子力列島のラブソング』を発表。最新作『なのりその森　ふうの街』（1999年）を発表。1960年代から地道なライヴ活動を継続。福岡風太主催の春一番コンサートにも参加。1973年以来、中山ラビ・豊田勇造・ひがしのひとし・三浦久の五人でつづける「七夕コンサート」は日本最長寿のフォークコンサートといえる。京都を拠点にライブハウスのほか町おこしや環境保護のNPOなどの招請に応じて音楽活動を展開。フラットピックを使わずに4本指のフィンガリングだけのドライブ感あふれる不思議なギター奏法と古典的なバンジョー奏法で市井の喜怒哀楽を歌う。2001年には毎日放送でドキュメンタリー番組がつくられた。2001年から2010年、多彩なゲストを招いて「波乱Banjo 森羅Banjo」のライブ&トークを開催。娘は放送作家で、元・お笑いコンビ『法薬女子大学』メンバーの古川かずな（古川一菜）。
【年譜】
1969年　京都ベ平連「橋の下大学」で歌手活動開始。
1971年　中津川フォークジャンボリーの黒テントで歌う。
1971年　ファースト・アルバム「フルッチンの唄」発表。
1972年　京都出町の「ほんやら洞」(2015年焼失)の、スタッフとして音楽企画にもたずさわる。
1973年　豊田勇造・中山ラビ・ひがしのひとし・三浦久らと「七夕コンサート」。
1973年　岡林信康・ディランⅡ・中山ラビ・西尾志摩子らと「ほんやら洞応援コンサート」
1973年　セカンド・アルバム「羅針盤で星占いはできない」URCより発表。
1974年　米国のフォーク歌手ランブリン・ジャック・エリオットと京都公演で歌う。
1974年　大阪「春一番コンサート」出演。以後このイヴェントの天王寺野音での終了まで出演。
1975年　URCレコード「関西フークの歴史」のための資料集作成。
1976年　サード・アルバム「原子力時代の昔語り」URCより発表。あわせてソロ・リサイタル。
1976年　パントマイムのヨネヤマ・ママコと共演。
1977年　当時の京都のタウン誌「京都かわら版」に京都フォーク史を3年間連載。
1978年　米国アパラチアン地方の民謡歌手ジーン・リッチーと京都公演で共演。
1981年　「原子力時代のラブ・ソング」歌集とテープ制作。
1981年　牧口一二らの呼びかけによる国際障害者年記念アルバム「ちがうことこそバンザイ」の制作協力。
1981年　タイの人気グループ「カラワン」を京都で最初に紹介。
1981年　城陽市身障者センターの人々とコンサート「愛」
1982年　吉岡しげみの関西ツアーに共演。
1982年　高知県窪川町の「生命のフェステバル」に、現在の上々颱風、チンドン通信社らと出演。
1982年　水俣の砂田明さんの「夢勧進」の伴奏をつとめる。
1982年　京都出町商店街の「出町音頭」作曲。以後、商店街をテーマに連作。
1984年　徳田興人の作・演出「贋作タクシー・ドライバー」の劇中歌を作曲、自らも出演。
1984年　綾部商工会議所で、カメラマンの甲斐扶佐義と、歌と講演。
1984年　画家の丸木夫妻の「原爆の図」展の共催イヴェント「人・人まつり」に出演。
1985年　西岡たかし呼びかけによる「アフリカ難民救済コンサート」に出演。
1986年　八幡市「アンデス・フェスタ」を朝倉圀臣らと共同で企画。司会をつとめる。
1987年　京都府主催「ホタル・ファンタジー」出演。
1987年　神戸YWCA主催「被爆者の絵画展」で歌う。
1988年　身障者国体「ふれあいステージ」で歌と司会。
1989年　「大阪湾みるみるクルージング」船上コンサート。初日を高石ともや、二日目を豪。
1989年　ソロ・リサイタル「ひしめきあって生きてきた町が好き」
1991年　ボリビアのフォルクローレ・グルーポ「アイマラ」を修学院中学へ招聘。
1991年　シンセサイザー奏者の矢吹紫帆のコンサートに協力。
199２年　大阪国立文楽劇場での世界の弦楽器についてのワークショップでバンジョー演奏。
1993年　東大阪市主催の人権週間の身障者イヴェントに招かれて歌う。
1994年　ドキュメント映画「地下広場／新宿西口69」の東京、京都、大阪、神戸の上映会で歌う。
1994年　大和川流域の自治体・市民団体共催による大和川浄化キャンペーンに出演。
1994年　小浜市の明通寺で地元の写真家・小山英治とジョイント・ライブ。
1995年　阪神淡路大震災復興支援フリー・コンサート出演。
1995年　長岡京市主催の人権週間の身障者イヴェントに招かれて歌う。
1996年　チェルノブイリ連帯基金のために小室等とジョイント・コンサート「地球の上で唄い喋る」
1997年　「七夕コンサート」25周年をむかえる。
1998年　人権週間に京都市立烏丸中学と室町小学校のＰＴＡに招かれ歌と講演。
1999年　ＣＤアルバム「なのりその森、ふうの街」発表。
2000年　エッセイストの高橋幸子、精華大環境社会学科の板倉豊を迎え、五十歳記念トーク＆ライブ。
2001年　毎日放送「映像‘01」で豪のドキュメンタリー番組が制作・放映される。
2002年　京都新聞にエッセイ「新大宮商店街から」を2004年2月まで連載
2003年　73年のセカンドアルバム「羅針盤で星占いはできない」がエイベックスよりＣＤにリメーク
2004年　朝日新聞「小さな目」入賞の子どもたちの詩に作曲、京都・金剛能楽堂にてお披露目ライブ。
2004年　花背第二中学・おやじの会の招きで、「ヒューマンコンサート」歌と講演。
2005年　京都新聞でエッセイ「京・うた・フォーク」を連載
2006年　塩尻市男女共同参画課主催で奈良井宿・曹洞宗長泉寺でトーク＆ライブ
2007年　京都市生涯学習総合センター、吹田市立博物館などで歌う
2008年　母校の市立紫野高校で2年生対象に3年連続トーク＆ライブ
2009年　河合塾・京都予備校でライブ＆トーク
2011年　国民文化祭・京都2011「平成の散楽ミュージカル/京の森のものがたり」挿入曲を作曲、出演
2012年　京都市人権資料館「ツラッティ千本」事務局長に就き、特別展、企画展の開催にたずさわる
2013年　76年のサードアルバム『原子力時代の昔語り』がグリーウッドレコードよりCDリメーク
2014年　佐久市・曹洞宗「桃源院」に招かれて歌う
2017年　曹洞宗宗務庁の依頼により環境保護活動のために「かけがえのない　それだけ」作詞・作曲
2017年　デュオ「やぎたこ」のアルバム『We shall overcome』制作にゲスト参加
2018年　セカンドアルバム「羅針盤で星占いはできない」がグリーンウッドレコードより再リリース
（他にも、この５０年間に多くのライブ・ハウスなどで活躍）

## ディスコグラフィー

### アルバム
- フルッチンのうた（1971年11月、Amoeba records）
- ライブ盤、100枚限定
2012年6月、Pヴァイン・レコードから復刻盤が発売
  - 童歌・チンポの毛
  - おかあちゃんゴメン
  - 万年ボッキの社長さん
  - トカトントン
  - ワイセツ節
  - A少年のバラード
- 羅針盤で星占いはできない（1973年10月、URC）
2003年10月、エイベックス
2017年12月、グリーンウッド・レコードから復刻盤が発売
  - いんとろだくしょん（インストゥルメンタル）
  - トカトントン
  - 生ま身の体は死にたえて
  - 腰に力が入りすぎ
  - このマのあたり
  - 某英雄の退却
  - キャノンボール・レース
  - ホーボーの子守歌
  - ドサまわり
  - 羅針盤で星占いはできない
  - インストルメンタル・フォー・ユー
- 原子力時代の昔語り（1976年4月、URC）
2013年6月、グリーンウッド・レコードから復刻盤が発売
  - 出町柳デルタ・ノクターン
  - 明日にでも起きそうな
  - ジョン・ヘンリーの末裔
  - 船が出る時
  - 御井戸我鳴山悲話
  - 公衆便所の伝説
  - 昔々 少女がいた
  - 円形脱毛症のブルース
  - 鉄叫子 楽和
  - お父さん
  - 白い雪、黒い山（インストゥルメンタル）
  - 夜明け前
- 原子力列島のラブ・ソング（1981年、自主制作テープ）
  - 四季の想い出
  - ハリスバーグ・タウン
  - むらさきつゆくさ
  - 風車の唄
  - 原発に未来なし
  - 反原発ラッパ節
  - 核の炎たえるまで
  - ゴミ
  - 虹の民
- なのりその森、ふうの街（1999年、Factory GOh）
  - 二人乗り
  - ホタルの海
  - 海へ十二月
  - 若狭にて
  - ウツボとタコ
  - なのりその森の春
  - ゴミ
  - 山が見えた
  - まわれ抽選器
  - ガンバレおばあちゃん
  - ふうの街の女
  - なのりそ（インストゥルメンタル）
  - 天と地の間
  - ふうの樹の街